# Mo, Vestland
Mo är en kyrkby i Modalens kommun i Vestland fylke i västra Norge. Orten ligger vid fylkesväg 569, längst inne vid Mofjorden. Den utgör kommunens centralort. Här finns Mo kyrka.

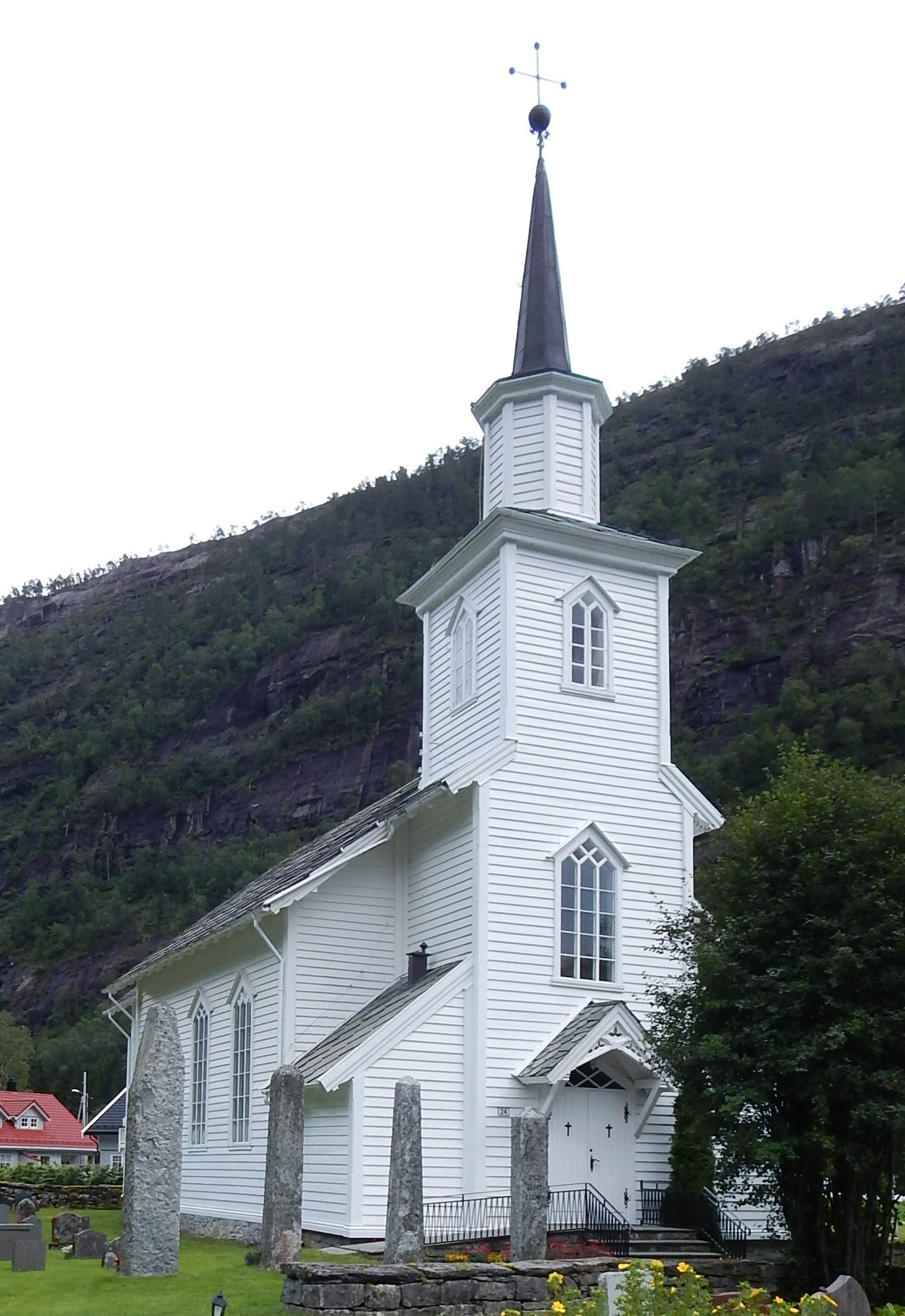
Mo kyrka.